# Tony Palacios
Tony Palacios es el guitarrista principal de la legendaria banda cristiana Guardian. Palacios se unió a la banda en 1989 y se mantuvo con ellos hasta 2006, cuando decidieron separarse para hacer proyectos independientes. Durante ese lapso lanzaron nueve álbumes de estudio, tres de ellos en español.
En 1998 Palacios publicó su primer álbum solista de guitarra instrumental titulado Epic Tales of Whoa! en Cadence Records. El disco fue montado durante un período de diez años, y recibió aclamación de los críticos de la comunidad metal. Actualmente está trabajando como mezclador de sonido, ingeniero y productor de diversos artistas cristianos.
Recientemente trabajó junto a Pablo Olivares, en su último material llamado Voy a entregar mi corazón, producido por Tony Palacios cuyos créditos incluyen varios discos de bandas emergentes, incluidos los álbumes de su banda Guardian.
Palacios es más conocido por su uso de ruidos sintéticos en combinación con guitarra "natural" y otros instrumentos para crear música interesante o inspirar a los sonidos.